# Seiya
 (août 2025).
Si vous disposez d'ouvrages ou d'articles de référence ou si vous connaissez des sites web de qualité traitant du thème abordé ici, merci de compléter l'article en donnant les références utiles à sa vérifiabilité et en les liant à la section « Notes et références ».
 (août 2025).
Seiya (星矢, Seiya, littéralement « flèche étoilée ») est le personnage de fiction principal du manga et de la série d’animation Saint Seiya.

## Étymologie
En japonais, Sei せい　(星) est un nom qui prend le sens d'étoilé ou de stellaire dans un mot composé (le même kanji employé seul signifie "étoile" et se lit Hoshi ほし) et Ya (矢) signifie "flèche". Référence aux étoiles filantes de l'espace et au moment où Seiya revêt l'armure d'Or du Sagittaire.

## Caractéristiques du personnage
Son entraînement se fit en Grèce, au Sanctuaire, sous la direction de Marine, grâce à qui il a pu devenir Chevalier de Bronze de Pégase. Il semble néanmoins qu’Aiolia (Chevalier d’Or du Lion) ait supervisé son entraînement.
Sa seule motivation pour aller suivre l’entraînement de Chevalier était de pouvoir, par la suite, être réuni avec sa sœur Seika, son unique famille, de qui il avait été séparé de force. Mitsumasa Kido étant mort prématurément, il participe au Galaxian Wars en échange de la promesse de Saori de tout mettre en œuvre pour l’aider à retrouver sa sœur disparue s’il gagnait.
Orphelin, il s’est lié à Miho, qui l’aime mais cet amour n’est pas partagé. Recueilli par la fondation Graad, il est un gamin turbulent qui n’hésite pas à se battre avec ses camarades et se montre rebelle, surtout face à Saori. Durant son entraînement, il subit les brimades de Shaina et Cassios, qu’il bat lors de son dernier combat pour devenir Chevalier grâce à sa maîtrise du cosmos. Shaina avouera par la suite son amour pour lui bien que cet amour reste toujours à sens unique. Il en vient peu à peu à s’interroger sur les origines de Marine qui ressemble à sa sœur. Gentleman, il ne peut combattre une femme en temps normal mais a tout de même fait exception avec Geist (dans l'animé uniquement) car c'était non seulement pour se défendre mais aussi pour sauver le casque de l'armure du Sagittaire. Il a aussi éliminé Eris dans le premier film puisque c'était pour sauver Athéna.
Reconnaissant petit à petit en Saori la réincarnation d’Athéna, il la protègera en toute circonstance en chevalier courageux et dévoué qu’il est. Au fur et à mesure que l'intrigue avance, Seiya s’éprend de Saori mais, de par son statut de Déesse, ils conservent une relation distante jusqu'au Tenkai-hen Josō: Overture dans lequel il révèle qu’il s’est toujours battu plus par amour pour Saori que par fidélité à Athéna. Dans le film Les Guerriers d'Abel, Seiya sombre dans la dépression après que Saori décide de suivre Abel et de se passer de ses propres Chevaliers.
Bien qu’il ne soit que Chevalier de Bronze, sa puissance augmentera progressivement et finira par surpasser celle des Chevaliers d'Or. L’armure d’Or du Sagittaire lui viendra plusieurs fois en aide, reconnaissant ainsi sa valeur de Chevalier. Il aura de nombreux adversaires parmi lesquels Aldebaran du Taureau, Aiolia du Lion et le Grand Pope (Saga des Gémeaux) durant la bataille du Sanctuaire, puis Poséidon et enfin Hadès en personne. Son armure évolue au cours du manga, restaurée plusieurs fois par Mû notamment. Il est le premier à élever suffisamment son cosmos pour que, restaurée par le sang d’Athéna, son armure de Bronze devienne une Armure Divine (God Cloth).
À noter que Seiya détestait Saori qui enfant n‘avait aucun respect pour les futurs Chevaliers de Bronze. Mais depuis la lutte contre les Chevaliers d'Argent, Seiya se posera maintes fois la question : se bat-il pour Saori ou pour Athéna et à plusieurs reprises, il se corrigera : « Pour Saori, heu… Athéna », tandis que les autres, notamment les Chevaliers d’Or ne font jamais l’amalgame. Dans la saga du sanctuaire, on peut aussi remarquer qu'il est le seul à encore l'appeler Saori et non Athéna par la suite dans les autres sagas comme Poséidon, il l'appellera Athéna comme tous les autres chevaliers. Dans Saint Seiya Omega, il continue d'appeler Saori, Athéna, mais lors de son combat contre Titan, protecteur de la déesse Pallas, il avouera que s'il combat ce n'est pas sur ordre de la déesse Athéna mais pour protéger la personne qu'il aime, Saori. Puis, à partir de ce moment, il recommença à l'appeler Saori.

## Autres apparitions
Seiya est l'un des personnages principaux de la suite officielle du manga original de Saint Seiya, à savoir Saint Seiya: Next Dimension.

## Techniques
Ses techniques de combat incluent :
- Les Météores de Pégase (ペガサス流星拳, Pegasasu Ryūsei Ken?).
- La Comète de Pégase (ペガサス彗星拳, Pegasasu Suisei Ken?).
- La Tempête de Pégase (ペガサスローリングクラッシュ, Pegasasu Rōringu Kurasshu?).
- Les Météores soniques de Pégase (真・ペガサス流星拳, Shin Pegasasu Ryūsei Ken?) : cette technique consiste, pour Seiya, à concentrer son cosmos dans sa main pour créer une sorte de Météores de Pégase et le rendre tranchant. Il l'a utilisée à deux reprises : lorsqu'il a coupé l'oreille de Cassios, et lorsqu'il a tranché une corne du Chevalier d'Or du Taureau, Aldébaran.
- La Flèche du Sagittaire : Il s'agit de la même technique qu'Aiolos. Seiya l'utilise quand il porte l'armure d'Or du Sagittaire.
- La Foudre atomique (アトミックサンダーボルト, Atomikku Sandāboruto?) : Il s'agit d'une variante des météores. C'était la technique d'Aiolos du Sagittaire, dont Seiya s'est servi dans Saint Seiya Omega.
- La Flèche stellaire cosmique (コズミックスターアロー, Kozumikku Sutā Arō?) : Seiya charge sa flèche et en lance une multitude pour contrer une attaque, et ainsi prendre plus de temps pour charger sa Flèche du Sagittaire qui devient plus puissante que la normale. Il s'est servi de cette technique contre Titan, le dernier Roi de Pallas.

## Armures
Au cours de la série, Seiya est amené à porter d’autres armures que celle de Pégase :
- Armure d'Or : Sagittaire
- Armures divines : Robe d'Odin, Pégase

## Interprètes
Doublage japonais
- La voix japonaise principale de Seiya est celle de Tōru Furuya.
- Le casting ayant été bouleversé à la fin de l'année 2005, à l'occasion de la sortie de la deuxième saison du chapitre Hadès en OAV, Masakazu Morita reprend le rôle pour toutes les apparitions ultérieures du personnage, à l'exception de la série Saint Seiya Omega (et du jeu vidéo qui en a été tiré) où Tōru Furuya a été rappelé.
- La voix de Seiya enfant a été celle de Hiroko Emori.
- Enfin, pour le film Les Chevaliers du Zodiaque : La Légende du Sanctuaire (qui dispose de sa propre continuité), la nouvelle version du personnage a la voix de Kaito Ishikawa.

Doublage français
- La voix principale de Seiya est celle d'Éric Legrand.
  - Pendant la saga du Sanctuaire lors des absences de ce dernier (épisodes 29, 33 à 40, 43, 44, 71 et 72), il est remplacé par Guy Chapellier.
  - Dans les épisodes 75, 76 et 77, Edgar Givry est la voix de Seiya en raison de l'indisponibilité d'Éric Legrand et de Guy Chapellier.
- Dans la première saison d'OAV du chapitre Hadès diffusée en France en 2006, c'est Philippe Allard qui reprend exceptionnellement le rôle. Éric Legrand retrouve ensuite le personnage pour le reste du chapitre.
- Quant à la voix de Seiya enfant, Laurence Crouzet l'a été pour les épisodes 7, 23, 40 et 42 puis Virginie Ledieu pour la suite de la série.
- Enfin, pour le film en image de synthèse, La Légende du Sanctuaire, Maxime Donnay a été la voix du personnage.

Film en prises de vues réelles
Mackenyu l'interprète dans le film Knights of the Zodiac (2023).